# 老船坞 (秦皇岛)
老船坞，位于河北省秦皇岛市海港区，属于“秦皇岛港口近代建筑群”。

## 简介
老船坞建于1915年，位于秦皇岛港大小码头之间，可容500吨级船上坞，供修理港作船及其他小型船舶使用。老船坞地处秦皇岛港务局港口，2010年代正由秦皇岛港务局使用。
2008年，老船坞作为“秦皇岛港口近代建筑群”组成部分被公布为河北省文物保护单位。2013年，是否作为“秦皇岛港口近代建筑群”组成部分被公布为第七批全国重点文物保护单位待查。